# Verwilderde kat

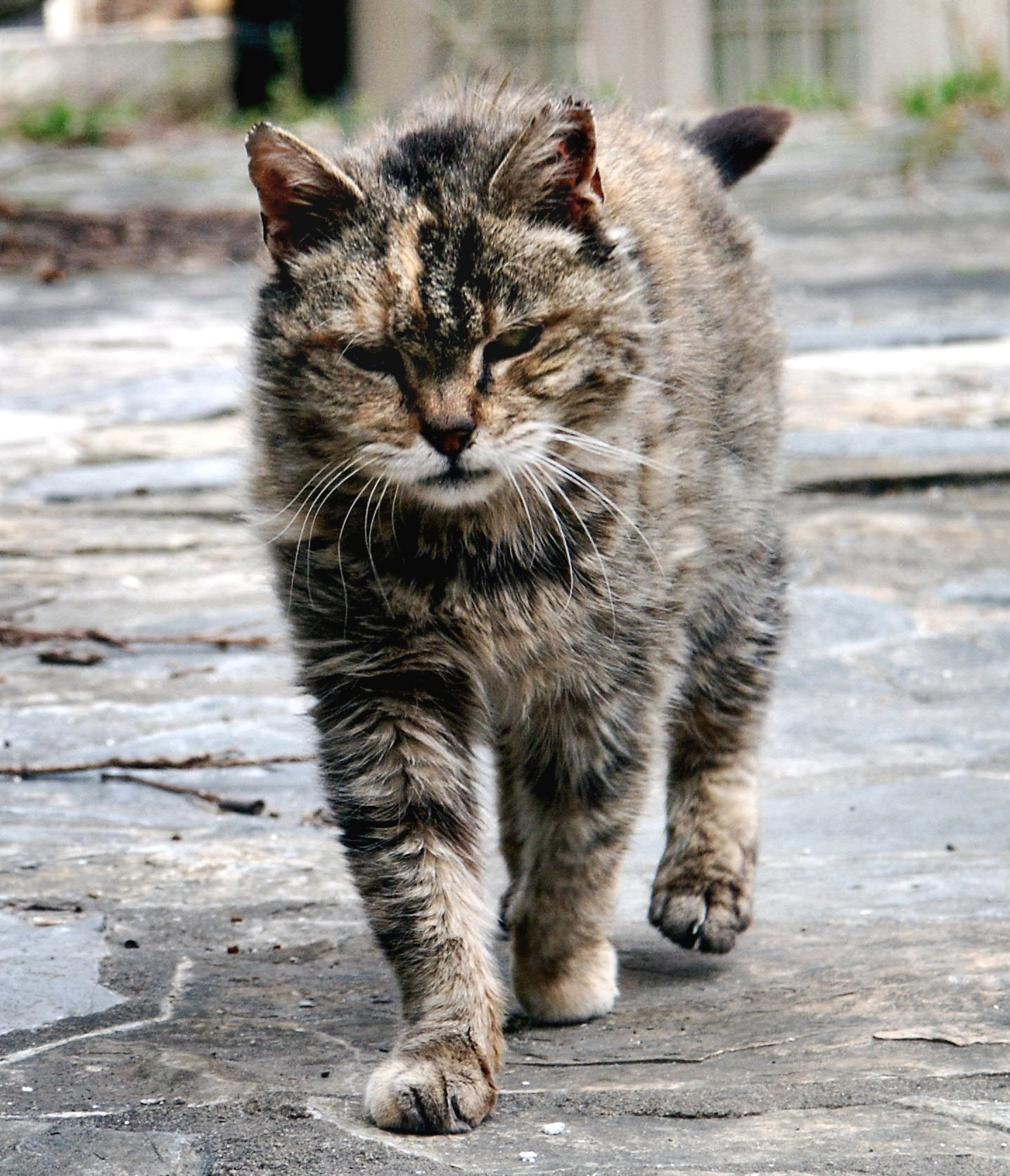
verwilderde kat

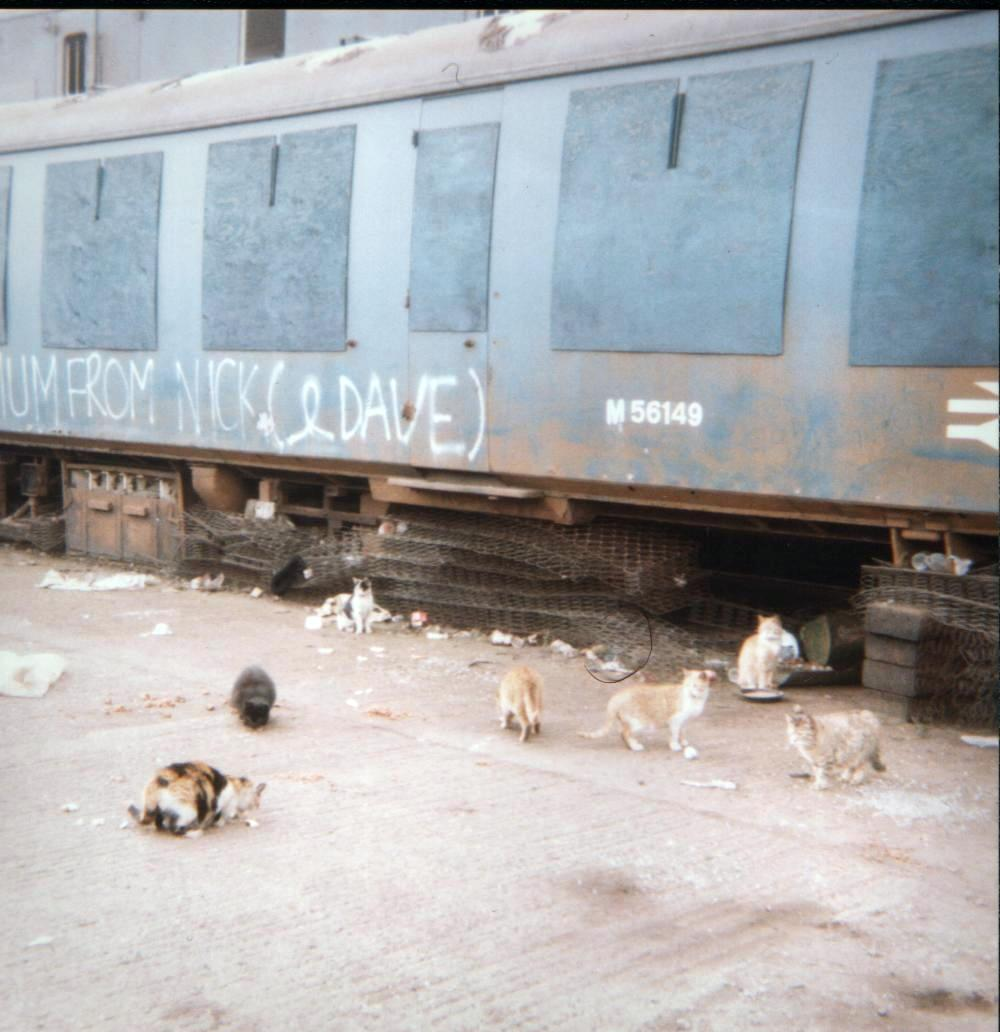
Groep verwilderde katten onder een afgedankte spoorwegwagon

De verwilderde kat is een in het wild geboren en anderszins verwilderde vorm van de huiskat (Felis silvestris catus).
De verwilderde kat mag dus niet verward worden met de andere ondersoorten van de wilde kat (Felis silvestris). Deze hebben overigens wel met elkaar gemeen dat ze door mensen niet zijn te benaderen, dit in tegenstelling tot de zwerfkat en de huiskat.

## Definities
- We spreken van een verwilderde kat als de kat gedurende meerdere generaties zelfvoorzienend is. Een verwilderde kat is in het wild geboren.
- Een zwerfkat is een kat die ooit een baasje (lees verzorger) en/of menselijke behuizing gehad heeft, maar nu grotendeels zelfvoorzienend is.
- Een huiskat heeft een verzorger, vaak een naam, een huis en krijgt vrijwel al zijn voedsel. Deze kat, mits niet opzettelijk mismaakt (o.a. sphynx, pers), is nog altijd zelfvoorzienend maar verkiest het gemak van de kant-en-klare hap. Huiskatten verwilderen dan ook erg makkelijk, dit in tegenstelling tot de hond.
- De Europese wilde kat is een andere ondersoort van de kat en is nooit gedomesticeerd geweest.

## Voedsel
Katten zijn roofdieren die voornamelijk muizen en kleine vogels eten, en daarnaast vis, insecten en kikkers. Het zijn voedselconcurrenten van roofvogels, meeuwen, kraaien, reigers en marters. In principe jagen ze solitair en hebben ze een territorium.

## Verspreiding
Verwilderde katten leven van oorsprong in de buurt van menselijke nederzettingen zoals steden omdat hier hun voorouder, de huiskat, vandaan komt. Er leven echter inmiddels ook veel verwilderde katten in niet stedelijke gebieden. Er zijn zelfs meldingen van verwilderde katten op het onbewoonde eiland Nieuw-Amsterdam, midden in de Indische Oceaan, waar ze zijn achtergelaten door een Franse expeditie uit 1871.

## Voortplanting
Katten kunnen snel en veel jongen krijgen. Zo kunnen populaties snel groeien, en soms zelfs uitgroeien tot een plaag.

## Bedreigingen
Op de verwilderde kat mag gejaagd worden, hoewel niet door iedereen en niet met alle middelen. Honden en auto's vormen een andere bedreiging. Door vogel- en natuurliefhebbers wordt de verwilderde kat wel gezien als een bedreiging van de (jonge)(zang)vogels. In de wilde natuur vormt de vos een geduchte bedreiging.

## Problematiek rond verwilderde katten
De hoeveelheid verwilderde katten neemt in Nederland en België toe. In steeds meer steden vormen zij grote groepen van soms wel 25 dieren of meer. Organisaties van vrijwilligers proberen op een diervriendelijke manier de groei in te dammen. Gemeentelijke instanties onderkennen het probleem. Verwilderde katten kunnen niet in een dierenasiel opgenomen worden, omdat ze niet bij mensen herplaatst kunnen worden.
Veel ernstiger is de situatie in Australië, waar miljoenen verwilderde katten zijn. Veel inheemse vogels en buideldieren zijn slecht opgewassen tegen een zo efficiënt roofdier als de kat en worden in hun voortbestaan bedreigd. Diverse Australische politici roepen dan ook op tot een massale uitroeiingsactie (vergassen) onder de verwilderde katten, tot grote verontwaardiging van de liefhebbers van katten.
Uitgebreide uitroei-acties van verwilderde katten en andere uitheemse dieren zijn wel gangbaar bij ecologisch herstel op verder onbewoonde eilanden zoals Raoul Island bij Nieuw-Zeeland. Dit type onbewoonde eilanden wordt door de DOC als natuurreservaat beheerd en is vaak belangrijk als broedgebied van zeldzaam geworden zeevogels en andere endemische dier- en plantensoorten.